# Erriapus (księżyc)
Erriapus (Saturn XXVIII) – mały księżyc Saturna, odkryty pod koniec września 2000 roku przez Johna Kavelaarsa i Bretta Gladmana z zespołem za pomocą 3,6-metrowego Teleskopu Kanadyjsko-Francusko-Hawajskiego na Mauna Kea.

## Nazwa
W sierpniu 2003 roku ogłoszono nazwę księżyca jako Erriapo (w celowniku). W 2007 roku nazwa ta została poprawiona na Erriapus (w mianowniku). Nazwa pochodzi od imienia giganta z mitologii galijskiej.

## Orbita
Erriapus należy do grupy galijskiej nieregularnych zewnętrznych księżyców planety. Podobieństwo orbit i lekko czerwonawa barwa powierzchni może wskazywać, że satelity z tej grupy mają wspólne pochodzenie, lub że jest on fragmentem Albioriksa.